# Akerstadion
Het Akerstadion is een voetbalstadion in de Noorse stad Molde.
Het stadion werd gebouwd in de jaren negentig van de 20e eeuw en is de thuisbasis van Molde FK. De naam van het stadion verwijst naar het bedrijf  Aker van de beide financiers van de bouw: Kjell Inge Røkke en Bjørn Rune Gjelsten. Voorheen droeg het complex de naam Nye Molde Stadion.

## Interlands
Het Noors voetbalelftal speelde tot op heden twee interlands in het Akerstadion.
| №                 | Datum             | Wedstrijd                 | Uitslag           | Competitie        |                   |                   |                   |
| Nye Molde Stadion | Nye Molde Stadion | Nye Molde Stadion         | Nye Molde Stadion | Nye Molde Stadion | Nye Molde Stadion | Nye Molde Stadion | Nye Molde Stadion |
| ----------------- | ----------------- | ------------------------- | ----------------- | ----------------- | ----------------- | ----------------- | ----------------- |
| 1                 | 27 mei 1998       | Noorwegen – Saoedi-Arabië | 6 – 0             | Oefeninterland    |                   |                   |                   |
| Akerstadion       |                   |                           |                   |                   |                   |                   |                   |
| 2                 | 19 november 2013  | Noorwegen – Schotland     | 0 – 1             | Oefeninterland    |                   |                   |                   |